# 제이클레프
제이클레프(Jclef)는 대한민국을 기반으로 활동하는 싱어송라이터이자 래퍼이다. 그녀의 예명인 제이클레프는 본명의 영진의 제이(J)와 음계인 클레프(clef)를 합친 것이다. 2019년 한국대중음악상 최우수 알앤비&소울 음반을 수상하였다.

## 생애
어릴 때부터 음악을 시작하고 싶었으나 부모의 반대로 대학 입학 이후 학교 음악 동아리에 가입하면서 음악을 시작하였다. 동아리에 가입할 당시에는 보컬이었지만, "래퍼는 가사를 쓰고, 보컬은 커버를 한다"는 동아리의 규칙으로 래퍼를 지향하게 되었다. 사운드클라우드에 음악을 올리기 시작하여 2017년에 첫 싱글 mutiply를 발표하였다. 2018년에 첫 번째 정규 앨범인 flaw, flaw를 발표하였고, 2019년에 이 앨범으로 한국대중음악상 최우수 알앤비&소울 음반 부분을 수상하였다.

## 디스코그래피

### 정규 앨범
- flaw, flaw (2018년)

### 싱글
- mutiply (2017년)
- mama, see (2019년)

## 방송 출연
- EBS 스페이스 공감 (2019년 4월 18일, EBS)